# 수위 (수문학)
수위(水位, stage)는 자유수면으로부터 임의의 지점까지의 연직 거리이다. 수문학에서는 평균해수면(mean sea level)을 기준으로 하천수표면까지의 높이를 수위라 한다.

## 수위관측소 위치
수위관측소 설치가 필요한 곳은 다음과 같다.
- 하천 관리, 하천정비기본계획 및 수자원개발계획, 하천구조물의 시공 상 중요한 지점으로 영구관측이 필요한 지점
- 주요 지류, 파천의 합, 분류 전후, 보, 수문 등의 상하류 지점
- 협곡부, 유수지, 호소, 저수지, 내수 및 하구 등 수리상황을 알기 위해 필요한 지점.

관측소 설치 시 고려되는 사항은 다음과 같다.
- 유량이 변해도 흐름상태가 심하게 변하지 않아야 함.
- 저수 및 홍수 시 유심이 적당히 위치해야 함.
- 부근 지형지물을 고려하여 대표성이 있는 곳에 설치해야 함.
- 조석 영향이 없어야 함
- 수위를 유량으로 환산할 필요가 있는 곳에선 유량변화에 따른 수위변화가 큰 지점이어야 함.
- 시야확보가 잘 되고 어느 정도 수심이 있어 직선구간이 확보되는 곳이어야 함
- 유로나 하상 변동이 심하지 않아야 함.
- 갈수기에도 하상이 드러나지 않아야 함.
- 부유물 위험을 받지 않는 곳
- 유지관리를 위한 접근도로가 있어야 함.
- 홍수 시 안전하며 관측에 지장이 없는 곳
- 관측소 용지 확보가 가능해야 함.

## 같이 보기
- 수표 (수리학)

## 참고 문헌
- 송재우 (2012). 《수리학》 3판. 구미서관. ISBN 978-89-8225-857-2.
- 김경호 (2010). 《수리학》 1판. 한티미디어. ISBN 978-89-6421-019-2.
- 이재수 (2018). 《수문학》 2판. 구미서관. ISBN 9788982252914.